# HMS Barfleur (1768)
Pour les autres navires du même nom, voir HMS Barfleur.
Le HMS Barfleur est un navire de ligne de 2e rang possédant 90 canons. Appartenant à la Royal Navy, il fut conçu par Thomas Slade à partir du HMS Prince, à Chatham et lancé le 30 juillet 1768 au coût de 49,222 £. Vers 1780, elle reçut 8 canons supplémentaires, ayant par la suite un total de 98 canons. Il pouvait accueillir approximativement 750 matelots.
Au mois de juin 1773, le roi George III révisa la flotte Britannique, à Spithead. Barfleur, sous le capitaine Edward Vernon, il était pour l’occasion le Navire amiral du commandant de la flotte, le vice-amiral Thomas Pye
Le navire se distingua lors de la Guerre d'indépendance américaine, particulièrement à la bataille de la baie de Chesapeake, le 5 septembre 1781. La flotte française gagna la bataille contre la flotte britannique. Cette bataille a eu de profonds effets sur l'aboutissement de la guerre.
Il participa à la bataille de la baie de Chesapeake, à la bataille de Saint-Kitts, à la bataille des Saintes, à la bataille du 13 prairial an II, à la bataille de Groix, à la bataille du cap Saint-Vincent (1797), à la bataille du cap Finisterre (1805).
Barfleur vit la Guerre d'indépendance des États-Unis, la Révolution française et les Guerres napoléoniennes.
Il fut désarmé en 1819.